# Astrocrius
Astrocrius is een geslacht van slangsterren uit de familie Gorgonocephalidae.

## Soorten
- Astrocrius murrayi (Lyman, 1879)
- Astrocrius parens (Koehler, 1930)
- Astrocrius sobrinus (Matsumoto, 1912)